# Leon Schlesinger
Leon Schlesinger (Filadelfia, 20 de mayo de 1884 - Los Ángeles, 25 de diciembre de 1949) fue un productor de cine estadounidense. Trabajó en el estudio de animación de Warner Bros. durante la denominada "era dorada de la animación estadounidense".

## Biografía
Después de trabajar como acomodador en un teatro, actor y gerente, se convirtió en la cabeza de Pacific Art and Title, donde la mayoría de su trabajo consistía en hacer los créditos para películas mudas. Cuando las películas sonoras ganaron popularidad en 1929 y 1930, Schlesinger buscó maneras de aprovechar esto para hacer negocios. Se dice que financió la primera película sonora de los hermanos Warner, El cantante de jazz. Luego firmó un contrato con el estudio para producir la nueva serie Looney Tunes, y junto a los animadores Hugh Harman y Rudolf Ising crearon los dibujos animados con su personaje Bosko como protagonista.
Schlesinger era un hombre de negocios astuto con un agudo ojo para el talento. Cuando Harman e Ising dejaron Warner Bros. con Bosko en 1934, Schlesinger hizo su propio estudio en el conjunto de edificios de Warner Bros. en Sunset Boulevard. Atrajo a animadores de otros estudios, incluyendo a aquellos que se fueron con Harman e Ising. Uno de estos fue Friz Freleng, a quien Schlesinger promovió para hacerse cargo de la producción de Looney Tunes y para crear su serie hermana, Merrie Melodies. El talento de Freleng fue demostrado rápidamente, y con la adquisición de Frederick "Tex" Avery, Carl Stalling y Frank Tashlin mejoraron la calidad del estudio. Luego Schlesinger contrataría a Bob Clampett, Chuck Jones y Mel Blanc, y estos hombres crearían a personajes tan famosos como Porky, el pato Lucas y Bugs Bunny. Schlesinger le dio a sus empleados gran libertad para crear lo que ellos quisieran. Los dibujos animados tuvieron un gran éxito en los cines. Schlesinger vendió sus acciones en Pacific Art & Title en 1936 para concentrarse en su estudio de animación.
El estilo de los negocios de Schlesinger era bastante decidido. Sus animadores trabajaron en el destartalado "Termite Terrace", y Schlesinger cerró brevemente el estudio en 1941 y 1942 cuando los empleados exigieron un aumento de sueldo. En otra ocasión, boicoteó a los premios Óscar ya que según él tenían un trato preferencial para Walt Disney Studios. Schlesinger fue conocido (por sus animadores) por su ceceo. De hecho, Mel Blanc basó las voces del Pato Lucas y el gato Silvestre en Schlesinger, cosa que el productor no supo.
Leon Schlesinger apareció como él mismo en el corto de 1940 de Freleng You Ought to Be in Pictures, que combinaba imágenes reales con animación. En este cortometraje, el Pato Lucas, intentando convertirse en la mayor estrella del estudio, convence a Porky que hay un mejor futuro trabajando en películas que en los dibujos animados. Porky va donde "el jefe" (Schlesinger) y le explica lo sucedido.
Schlesinger continuó siendo la cabeza del estudio hasta 1944 cuando lo vendió a Warner Bros. Continuó administrando los derechos de los personajes hasta su muerte en 1949. Schlesinger también produjo unas películas Western de clase B en los años 1930. Luego que vendió el estudio a Warner Bros., Eddie Selzer asumió el puesto de Schlesinger como productor.

## Premios
| Año  | Premio        | Categoría                  | Película               | Resultado |
| ---- | ------------- | -------------------------- | ---------------------- | --------- |
| 1944 | Premios Óscar | Mejor cortometraje animado | Greetings Bait         | Nominado  |
| 1943 | Premios Óscar | Mejor cortometraje animado | Pigs in a Polka        | Nominado  |
| 1942 | Premios Óscar | Mejor cortometraje animado | Hiawatha's Rabbit Hunt | Nominado  |
| 1942 | Premios Óscar | Mejor cortometraje animado | Rhapsody in Rivets     | Nominado  |
| 1941 | Premios Óscar | Mejor cortometraje animado | A Wild Hare            | Nominado  |
| 1932 | Premios Óscar | Mejor cortometraje animado | It's Got Me Again!     | Nominado  |